# Amélia II (iate)
O Amélia II foi um iate adquirido pelo Rei D. Carlos I de Portugal, em 1897, para substituir o iate Amélia I.

## História
O iate foi construído em ferro em 1880 e, originalmente, baptizado Geraldine. Ao ser adquirido por D. Carlos I, tal como o seu antecessor, foi rebaptizado com o nome da esposa do monarca, a rainha D. Amélia de Orleães.
Tal como o iate antecessor, o Amélia II destinava-se, primariamente a ser um navio de investigação oceanográfica, atividade em que D. Carlos I estava profundamente envolvido e que o tornou num cientista de renome mundial. Para isso, o Amélia II estava equipado com quatro embarcações miúdas (uma das quais a vapor), instrumentos para recolha, preparaçãoe e conservação de exemplares, além de alojamentos para os investigadores.
Em 1899 o Amélia II foi trocado pelo iate Amélia III.